# Olympus E-300
La Olympus E-300 (Olympus Evolt E-300 en América) es una SLR digital de 8 megapíxeles fabricada por Olympus y basada en el sistema Cuatro Tercios.
Fue presentada en Photokina 2004 y fue puesta a la venta a finales de ese mismo año. Es la segunda cámara (tras la Olympus E-1) en usar el sistema Cuatro Tercios y la primera dirigida al mercado doméstico.

## Características
La apariencia de la cámara es única ya que carece de pentaprisma y en su lugar usa un prisma de Porro. Este se ha situado lateralmente en la cámara, con un espejo horizontal en lugar del vertical que llevan las cámaras con pentaprisma, y el visor está desplazado hacia la izquierda con respecto al centro de la lente.
El cuerpo está compuesto principalmente de plástico ABS sobre un chasis metálico, la montura de la lente es también metálica. Hay otra parte metálica a la vista en la cámara, está situada en la parte superior izquierda y en ella se encuentra el flash abatible.
La E-300 fue sustituida por la E-330, un modelo similar con previsualización LiveView, en enero de 2006.

### Sitios oficiales
- Olympus España E-300
- Olympus America's E-300 Archivado el 22 de abril de 2005 en Wayback Machine. (en inglés)

### Artículos sobre la cámara
- Análisis en Quesabesde.com
- DPReview's E-300 specification page (en inglés)
- DPReview.com's review of the E-300 (en inglés)

- Datos: Q908948
- Multimedia: Olympus E-300 / Q908948